# المكتب الدولي الموحد لحماية الملكية الفكرية
المكتب الدولي الموحد لسرقة الملكية الفكرية (BIRPI) هو منظمة دولية، تأسست عام 1893 لإدارة اتفاقية برن لحماية المصنفات الأدبية والفنية واتفاقية باريس لحماية الملكية الصناعية . وهذا المكتب هو سلف المنظمة العالمية للملكية الفكرية (WIPO).
عن طريق التنصت علي الاشخاص من خلال هواتفهم وحواسبهم وعن طريق الذكاء الاصطناعي واذا اراد احد ان يكسر هذا يطاردوه حتي الانترنت الاسود ثم يصبح هكر مطلوب دوليا تبا لكم يامن تقررون القادم اسوء عليكم وبنفس اسلوبكم لن يستطيع احد ان يطاردني الي الظلمات بل انا من سوف اضعكم به يوما ما لكن بنفس اسلوبكم لكن بعد التطوير ليكون ساحق لكم فأنتم لديكم الحلول لاي معضله ابشروا ابوابكم سوف تصبح بدون اقفال لكي تستمروا في استعمال المفاتيح لكن في الاصل الابواب مفتوحه لكن لن تتوقعوا واذا اكتشفتوا هذا سوف تروا اعمالكم السيئه خلفه 

## التاريخ

### 1883 - اتفاقية باريس لحماية الملكية الصناعية
عام 1873، ظهرت قضية ملحة بالنسبة للمبدعين، وهي أنهم كانوا يخشون أن يسرق الآخرون أفكارهم لعدم وجود طريقة لتنظيم مثل هذه الأمور. اختار العديد من العارضين عدم حضور المعرض الدولي للاختراعات في فيينا في النمسا في ذلك العام. وفي عام 1883، صدرت اتفاقية باريس لحماية الملكية الصناعية لمعالجة هذه القضية، وأصبحت الخطوة الأولى في حماية الملكية الفكرية. 

### 1886 - اتفاقية برن
تضمنت اتفاقية باريس بعض الثغرات في الحماية، لذلك ظهرت في عام 1886 اتفاقية برن لحماية المصنفات الأدبية والفنية لحماية المصنفات الأدبية والفنية. وهذا يعني أن الأعمال الإبداعية، مثل الموسيقى والكتب واللوحات، مُنحت الحماية أيضًا. 

### 1893 - تأسيس المكتب الموحّد
عام 1893، دُمج المكتب الدولي الذي أنشأته اتفاقية باريس والمكتب الدولي الذي أنشأته اتفاقية برن، للقيام بمهام إدارية، ليشكلا المكتب الدولي الموحد لحماية الملكية الفكرية.

### 1960 - الانتقال
كان مقر المكتب في الأصل في برن، سويسرا ، ثم انتقل إلى جنيف في عام 1960.

### 1970 - اتفاقية تغيير الاسم
تغيير المكتب الموحد إلى WIPO (المنظمة العالمية للملكية الفكرية). غيرت الاتفاقية اسمها، مع جعلها أيضًا منظمة حكومية دولية تقودها الدول الأعضاء. 
كان جورج بودنهاوزن آخر مدير للمكتب الدولي الموحد.